# Mortadelle
Pour les articles homonymes, voir Mortadelle (homonymie).

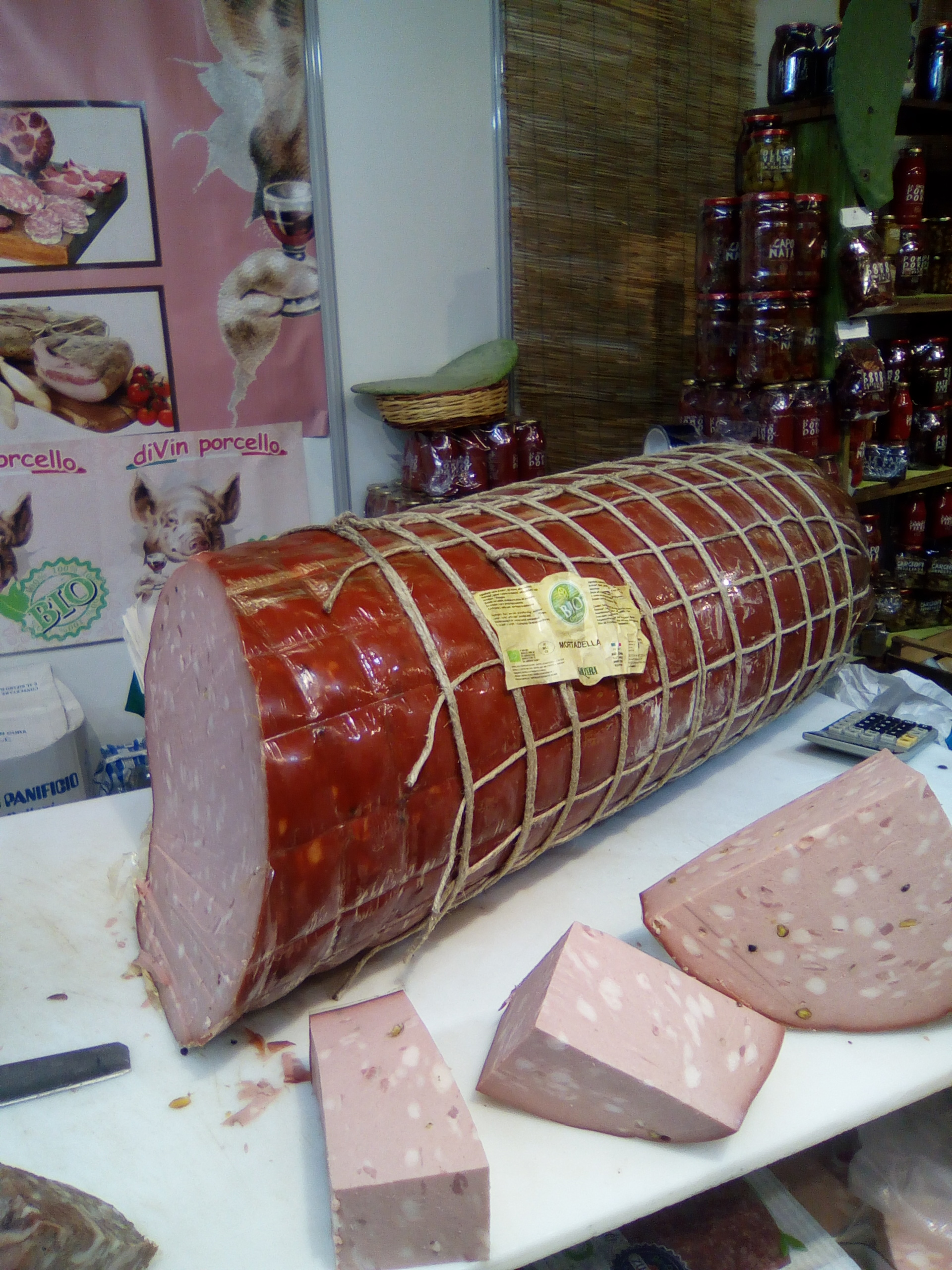
Mortadelle.

La mortadelle (en italien, mortadella) est une spécialité italienne de charcuterie typique de la Lombardie et de l'Émilie-Romagne, plus précisément de la ville de Bologne. Ses ingrédients principaux sont les abats, la mie de pain, les pistaches, les olives et du beurre. Le substantif italien mortadella est attesté dès le XIVe siècle. Il est issu du participe passé latin murtātu(m) qui signifie littéralement assaisonné avec du myrte,.

## Présentation
Il s'agit d'une espèce de gros saucisson fabriqué de nos jours principalement avec du porc. Cette spécialité italienne se sert coupée en tranches très fines. Le diamètre de celles-ci peut atteindre 30 centimètres.
La mortadelle de Bologne Mortadella Bologna est une indication géographique protégée en Europe (IGP) depuis 1998.

## Ailleurs

### Brésil
La mortadelle est très populaire au Brésil, où elle est appelée mortadela ; elle y est arrivée grâce aux immigrants italiens qui se sont établis dans le pays au début du  XXe siècle, principalement dans les États du São Paulo, Paraná, Santa Catarina et Rio Grande do Sul.[réf. nécessaire]

### Amérique du Nord
En Amérique du Nord, il existe une charcuterie très proche de la mortadelle qui porte très souvent le nom de bologna (ou bologna sausage). Il a donné naissance, en langage populaire, au terme baloney, qui veut dire « balivernes ».[réf. nécessaire]

### Afrique du nord et Moyen orient
La mortadelle est assez populaire dans plusieurs pays de cette région comme le Koweït, le Liban, l'Algérie, la Jordanie, le Qatar, le Maroc et la Syrie où une version à base de chair halal ou kasher est vendue. Faite à partir de bœuf ou d'agneau, elle est aussi populaire en Iran, où on l'appelle martadella ou plus communément kaalbas.[réf. nécessaire]